# Histrelina
La histrelina, comercializada bajo la marca Vantas entre otras, es un medicamento utilizado para tratar el cáncer de próstata avanzado .  También puede utilizarse en la pubertad precoz y en niños transgénero. Se administra mediante inyección debajo de la piel.
Los efectos secundarios de este medicamento incluyen dolor en el lugar de la inyección, sofocos, agrandamiento de los senos, disfunción sexual, cansancio, problemas renales, estreñimiento, pérdida de peso y dificultad para dormir;  otros efectos secundarios pueden incluir osteoporosis, niveles altos de azúcar en sangre, problemas hepáticos, anafilaxia y apoplejía pituitaria .  El uso durante el embarazo de este medicamento puede dañar al bebé. Actúa de manera similar a la hormona liberadora de gonadotropina, lo que resulta en un aumento de la hormona luteinizante y de la hormona foliculoestimulante  y, por lo tanto, en una disminución de la testosterona y el estrógeno.
Este medicamento fue aprobado para uso médico en los Estados Unidos en 1991. Está disponible como medicamento genérico. En Estados Unidos, un implante costaba alrededor de 5100 dólares estadounidenses al año hacia 2021. Desde 2014 ya no está disponible comercialmente en el Reino Unido.